# Piotr Bobras
Piotr Bobras (ur. 9 września 1977 w Białymstoku) – polski szachista, arcymistrz od 2005 roku.

## Kariera szachowa
W 1994 i 1995 roku zdobył brązowe medale mistrzostw Polski juniorów do 18 lat. W 1996 r. zadebiutował w finale mistrzostw Polski seniorów, zajmując XIV miejsce. W kolejnych latach wielokrotnie startował w finałowych turniejach, najlepsze wyniki osiągając w latach 2005 (IV miejsce), 2006 (IV miejsce) oraz 2007 (V miejsce).
W październiku 2004 r. z wynikiem 7½ punktu z 9 partii podzielił I miejsce w międzynarodowych mistrzostwach Bawarii w Bad Wiessee, uzyskując pierwszą normę arcymistrzowską. Dwie kolejne zdobył w 2005 r., w turnieju szwajcarskim w Cappelle-la-Grande we Francji oraz w VI indywidualnych mistrzostwach Europy w Warszawie. Arcymistrzowski wynik osiągnął również w XV drużynowych mistrzostwach Europy w Göteborgu, na których polska reprezentacja zajęła VI miejsce.
Najwyższy ranking w dotychczasowej karierze osiągnął 1 stycznia 2008 r., z wynikiem 2581 punktów zajmował wówczas 10. miejsce wśród polskich szachistów.